# Битка код Гаугамеле
Битка код Гаугамеле (грч. Γαυγάμηλα) одиграла се 1. октобра 331. п. н. е. између македонске војске под командом Александра Македонског и персијске војске под командом Дарија III.
Александар Македонски је однео победу над далеко бројнијом персијском војском. После битке Александар Македонски је заузео Вавилон, Сузу и саму престоницу Персије, Персепољ.

## Увод
После битке код Иса, Александар Македонски је заузео обалу Медитерана и Египат. Онда је кренуо према срцу Персијског царства. Прешао је Тигар и Еуфрат без отпора.
Дарије III као терен за обрачун са Александром је одабрао равницу, да може развити своју војску и тиме искористити бројчану надмоћ.
Не зна се где се тачно налази Гаугамела, али се претпоставља да је била источно од Мосула у данашњем Ираку, према археологу Сир Аурелу Стеину 1938. године. Према карти света Урбана Монтија, данашња област би се сматрала данашњим Ербилом, Ирак.
Тачни бројеви војника у бици нису познати али се процењује да су Македонци и Грци су имали 7.500 коњаника и 40.000 војника пешадије. Персијанци су имали 20.000 коњаника и 230.000 војника пешадије а имали су и ратне слонове.

### Савремени извори
Могуће је да је персијска војска бројала преко 100.000 људи. Једна процена је да је било 25.000 пелтаста, 10.000 бесмртника, 2.000 грчких хоплита, 1.000 Бактријана, и 40.000 коњаника, 200 ратних кочија и 15 слонова. Ханс Делбрик процењује персијску коњицу на 12.000, персијску пешадију мању од грчке тешке пешадије, а грчке плаћенике на 8.000. Вори процењује укупну величину од 91.000; Велман 90.000; Енгелс (1920); Грин (1990) не већу од 100.000 и Томас Харботл 120.000.

### Антички извори
Према Аријану, Даријеве снаге су бројале 40.000 коњаника и 1.000.000 пешака, Диодор са Сицилије их је оценио на 200.000 коњаника и 800.000 пешака, Плутарх их је ставио на 1.000.000 трупа, а према Курцију Руфу:  45.000 коњаника и 200.000 пешака. Надаље, према Аријану, Диодору и Курцију, Дарије је имао 200 кочија, док Аријан помиње 15 ратних слонова. У Даријевој пешадији је било око 2.000 грчких плаћеника хоплита.

## Почетни распоред снага

### Персијанци
Дарије III је регрутовао најбоље коњанике са свих сатрапија, а посебно познате скитске коњанике.
Припремио је и скитске борне кочије као и 50 слонова са индијским борним кочијама. Пре битке Персијанци су очистили терен од вегетације да би повећали ефикасност борних кочија.
Дарије III се поставио у средишњем делу са најбољом пешадијом. Са његове десне стране била је коњица, грчки плаћеници и персијска коњичка гарда. У центар десне стране поставио је персијске бесмртнике, индијску коњицу и мардијанске стрелце.
На оба крила била је коњица. Бесус је командовао левим крилом са Бактријанцима и већим делом коњице из разних сатрапија, те Скитима. Борне кочије су постављене испред са малом групом Бактријанаца. Мазеус је командовао десним крилом са коњицом из разних сатрапија. Коњица десног крила је била величине целе Александрове коњице, али ипак мање бројна од коњице леве стране.
Коњица из Јерменије и Кападокије постављена је испред осталих коњичких јединица, да би предводили напад.

### Македонско-грчки савез
Македонци су били подељени на два дела. Десна страна је била под директном Александровом командом, а лева под командом Пармениона.
Елитна тешка коњица је била уједно и гарда и најофанзивнији део Александрове војске. Александар се у биткама налазио углавном уз њих и с њима је вршио директне пробоје у облику клина. И овај пут је био са њима. Са њима је била македонска лака коњица.
Плаћеничка коњица је била подељена у две групе, са ветеранима на десном крилу, а остатак је био постављен испред агријанских и македонских стрелаца постављених близу фаланге.
Парменион је био постављен лево са тесалијским и грчким плаћеницима те трачанским коњаницима. Требало је да се они повуку и довољно дуго издрже удар персијске десне стране, док Александар на десном крилу изведе одлучан удар. На десном крају македонског центра налазили су се плаћеници са Крита. Иза њих били су ахајски плаћеници и тесалијска коњица под командом Филипа. Надесно је био други део грчке коњице. Онда је долазила фаланга, која је била постављена у две линије. Пошто су Персијанци имали неколико пута више коњице, која се протезала дуж два километра, очекивало се да ће Македонци бити опкољени са страна коњицом. Зато је било нужно да македонска друга линија, састављена од плаћеника удари и решава проблеме опкољавања.

## Почетак битке
Током битке Александар Македонски је користио јединствену стратегију, која је поновљена само неколико пута у историји. План му је био да навуче на бокове што више персијске коњице са циљем да се македонска елитна коњица одвоји на страну и створи размак унутар непријатељске одбране довољан за одлучан удар на Дарија према центру. То је захтевало одличну синхронизацију и маневрисање.
Македонци су кренули напред са крилима под 45 степени унатраг, са циљем да навуку персијску коњицу да нападне. У исто време се лагано кретала удесно елитна коњица са Александром. Александар је присилио Дарија да први нападне, иако Дарије, поучен битком код Иса против сличне формације, није желио први да нападне. Међутим, војска које се поставила наспрам линијске Персијске формације, понашала се веома чудно за тактику тога времена. Поставила се у виду избочине на страну и почела да маневрише на стране, при чему је мања јединица елитне коњице кренула надесно. Овакав развој догађаја Персијанци нису могли да схвате тако да су после одређеног времена кренули у напад.
Дарије је користио борне кочије, али неке од њих су пресретнуте. Македонци су специјално вежбали тактику да ударе са стране борна кочија. Прве линије би се измакле, отварајући празнину, а коњ би одбио да иде на копља прве линије и ушао би у празнину, која је била мишоловка. Улазећи у празнину, кочијаша лако убијају са стране копљима.

## Александров одлучујући напад
Док су се Персијанци развукли широко на македонске бокове, дотле Александар довлачи позадинску гарду. Маневар Александра са елитном коњицом додатно ствара отвор у Персијској одбрани између Бесусовог левог крила и Даријевог центра. Александар се припрема за одлучан ударац. Елитне јединице прелазе у велики клин са њим на челу. Иза њега су биле јединице гарде са свим батаљонима фаланге, које је могао извући из битке. То су биле лаке трупе.
Тај велики клин забија се у ослабљени персијски центар и избацује Даријеву гарду и грчке плаћенике. Бесус налево бива одсечен од Дарија и бојећи се клина почиње повлачити трупе. Дарије тиме долази у опасност да сам буде одсечен. Према већини прича Дарије не издржава него бежи, а остали га следе.

## Лево крило
Пукотина у македонској одбрани се створио између македонског центра и левог крила. Персијски и индијски коњаници из Даријевог центра продиру. Уместо да ударе на позадинску фалангу или да ударе на Пармениона са леђа, они настављају према кампу да пљачкају.
Александар је могао да јури за Даријем, али је добио очајнички позив од Пармениона са левог крила. Александар је био постављен пред дилему. Могао је гањати Дарија чиме би докрајчио Персију, али би тиме изгубити добар део армије. С друге стране враћањем налево помаже Пармениону и спасава војску. Одлучује да помогне Пармениону, а Дарија да прогања касније.
Кад је пробијен персијски центар и кад је видео да се повлаче Дарије и Бесус, Мазеус са десног крила почиње повлачење. Али ту персијске јединице захвата неред док их коњичке јединице нападају.

## После
После битке Александар иде у безуспешну потеру за Даријем. У бици је заробљен огроман плен, укључујући борне кочије и слонове. 
Дарије бежи са малим делом војске. Персијско царство се дели на два дела. Западни део пада и Александар га преузима. Дарије тражи од источних сатрапија да му остану лојалне. После битке Александар Македонски заузима Вавилон, Сузу и саму престолницу Персије Персепољ.